# Xã Marquette, Quận McPherson, Kansas
Xã Marquette (tiếng Anh: Marquette Township) là một xã thuộc quận McPherson, tiểu bang Kansas, Hoa Kỳ. Năm 2010, dân số của xã này là 808 người.